# جودفري أوف فونتاينز
جودفري اوف فونتاينز (Godfrey of Fontaines) ولد (قبل 1250 ؛ المتوفى 1306/9) في إمارة لييج.

## عن حياته
بعد متابعة الدراسات الفلسفية في كلية الآداب في باريس في أوائل سبعينيات القرن التاسع عشر، بدأ دراسة علم اللاهوت بحلول 15 أغسطس 1274، ينعكس اهتمامه بأعمال أساتذة الفنون في باريس، وخاصة الأرسطيين الراديكاليين في ستينيات وسبعينيات القرن الثاني عشر، من خلال وجود العديد من أعمالهم في المخطوطات في مكتبته الشخصية (Bibliothèque Nationale lat) بدأت الأنشطة التعليمية لجودفري في الجامعة بصفته ماجستيرًا في كلية اللاهوت في عام 1285 واستمرت حتى حوالي 1303-1304 ، عندما أجرى مناقشته الخامسة عشرة والأخيرة. كان جودفري يدافع عن استقلالية العقل الفلسفي ضمن مجاله الخاص، يدعو إلى نظرية المعرفة المنظورية ويدافع عن المفهوم الاحتمالي للحقيقة العلمية، كما قام بتطوير نظريات الماجستير في كلية الآداب في سبعينيات القرن الثاني عشر واستخدمها ضد لاهوتيات الطوارئ التي ازدهرت في تلك الفترة.   